# Ломба (Сабугал)
Ломба (порт. Lomba) — район (фрегезия) в Португалии, входит в округ Гуарда. Является составной частью муниципалитета Сабугал. По старому административному делению входил в провинцию Бейра-Алта. Входит в экономико-статистический субрегион Бейра-Интериор-Норте, который входит в Центральный регион. Население составляет 78 человек на 2001 год. Занимает площадь 5,45 км².
Покровителем района считается Святой Дух (порт. Espirito Santo).